# Dyas Island
Dyas Island är en ö i Kanada.   Den ligger i territoriet Nunavut, i den nordöstra delen av landet, 4 000 km norr om huvudstaden Ottawa.
Trakten runt Dyas Island består i huvudsak av gräsmarker. Trakten runt Dyas Island är nära nog obefolkad, med mindre än två invånare per kvadratkilometer.